# Fernando Pérez Royo
Fernando Pérez Royo (Alcalá de Guadaíra, 25 de enero de 1943) es un abogado y político español, participó por 17 años en el Parlamento Europeo, siendo eurodiputado de la segunda, tercera, cuarta y quinta legislatura. Es hermano de Javier Pérez Royo.

## Biografía
Licenciado en Derecho por la Universidad de Sevilla y doctor en Derecho por la Universidad de Bolonia, es catedrático de Derecho Financiero y Tributario de la Universidad de Sevilla, donde ha dirigido un proyecto de investigación sobre la formación y la I+D+I en el sector ferroviario.

## Cargos políticos
- Diputado a Cortes por el PCE (1979-1985)
- Eurodiputado por Izquierda Unida (1987-1992) y por el PSOE (1994-2004).
- Vicepresidente del Parlamento Europeo (1989-1992).

## Obra
- Los delitos y las infracciones en materia tributaria (1986)
- Derecho financiero y tributario. Parte general. (Tratados y manuales) (1990)
- Comentarios a la reforma de la Ley general tributaria (1996, Colección Monografías Aranzadi)

Derecho financiero y tributario. Parte especial.
- Ha publicado además una serie de artículos científicos.